# Lophoura tripartita
Lophoura tripartita är en kräftdjursart som först beskrevs av C. B. Wilson 1935.  Lophoura tripartita ingår i släktet Lophoura och familjen Sphyriidae. Inga underarter finns listade i Catalogue of Life.